# Рыцарю атаки (футбольный приз)
Приз «Рыцарь атаки» был учреждён редакцией журнала «Советский воин» в 1984 году. Он вручался игроку, забивавшему чаще других три и более мячей в одном матче чемпионата СССР и чемпионата России по футболу.
Чемпионат СССР
| Сезон | Победитель        | Клуб                   |
| ----- | ----------------- | ---------------------- |
| 1984  | Гамлет Мхитарян   | Арарат (Ереван)        |
| 1985  | Олег Протасов     | Днепр (Днепропетровск) |
| 1986  | Александр Бородюк | Динамо (Москва)        |
| 1987  | Александр Заваров | Динамо (Киев)          |
| 1988  | Александр Бородюк | Динамо (Москва)        |
| 1989  | Николай Кудрицкий | Днепр (Днепропетровск) |
| 1990  | Игорь Корнеев     | ЦСКА (Москва)          |
| 1991  | Игорь Колыванов   | Динамо (Москва)        |

Чемпионат России
| Сезон | Победитель         | Клуб                         |
| ----- | ------------------ | ---------------------------- |
| 1992  | Александр Гришин   | ЦСКА (Москва)                |
| 1993  | Виктор Панченко    | КАМАЗ (Набережные Челны)     |
| 1994  | Олег Гарин         | Локомотив (Москва)           |
| 1995  | Олег Веретенников  | Ротор (Волгоград)            |
| 1996  | Александр Маслов   | Ростсельмаш (Ростов-на-Дону) |
| 1997  | Максим Ромащенко   | Динамо (Москва)              |
| 1998  | Георгий Деметрадзе | Алания (Владикавказ)         |
| 1999  | Сергей Наталушко   | Сатурн (Московская область)  |
| 2000  | Сергей Гришин      | Динамо (Москва)              |
| 2001  | Антон Хазов        | Динамо (Москва)              |
| 2002  | Дмитрий Кириченко  | ЦСКА (Москва)                |
| 2003  | Андрей Аршавин     | Зенит (Санкт-Петербург)      |
| 2004  | Ивица Олич         | ЦСКА (Москва)                |
| 2005  | Андрей Аршавин     | Зенит (Санкт-Петербург)      |
| 2006  | Алехандро Домингес | Рубин (Казань)               |